# Лехт, Фридрих Карлович
Фри́дрих (Фри́дрих-Вольдема́р, Фердина́нд) Ка́рлович Лехт (6 [18] апреля 1887, Дерпт, Лифляндская губерния — 20 января 1961, Тарту) — российский и советский живописец немецкого происхождения, график, скульптор, общественный деятель, педагог, один из учредителей Ассоциации художников революционной России (АХРР). Заслуженный деятель искусств Эстонской ССР.

## Биография

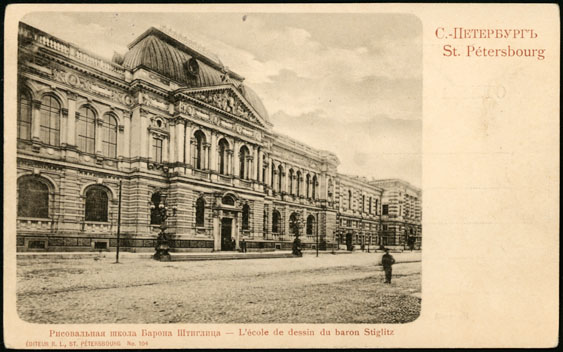
Рисовальная школа барона А. Л. Штиглица. Санкт-Петербург. Начало XX века

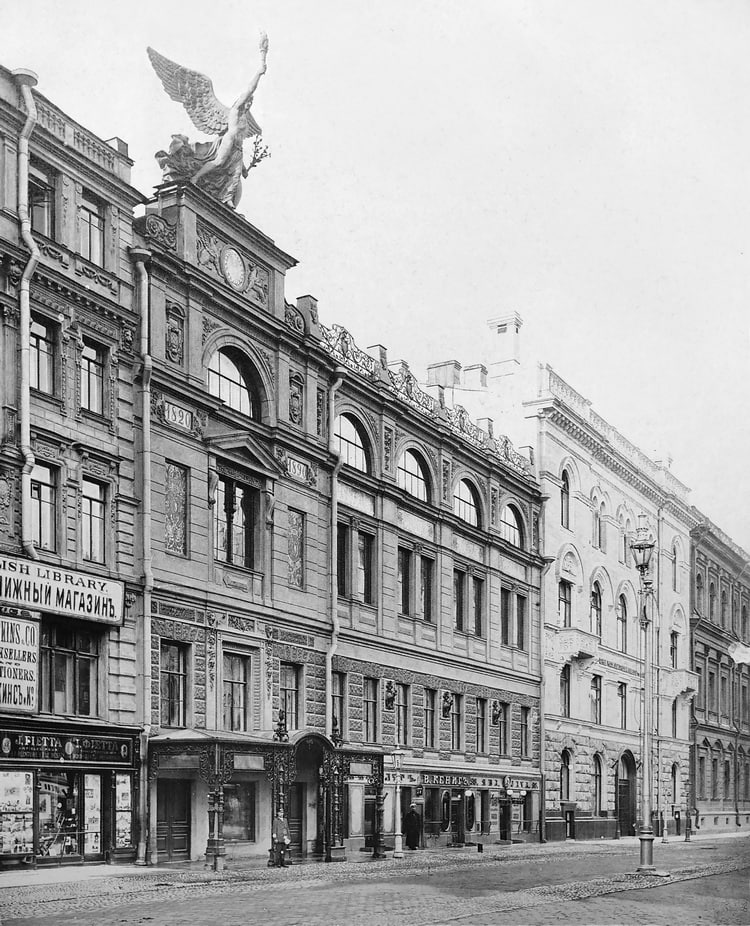
Здание Императорского общества поощрения художеств. Санкт-Петербург. 1912

Родился в 1887 году в Дерпте в семье мещанина Карла Лехта, вскоре семья переехала в Санкт-Петербург. С детства проявлял склонность к рисованию. В 1902 году окончил Центральное училище технического рисования барона А. Л. Штиглица, в 1906-м — рисовальную школу Императорского общества поощрения художеств (с малой серебряной медалью), в 1907-м — 12-ю Санкт-Петербургскую гимназию. В 1909—1914 годах учился на скульптурном отделении Высшего художественного училища при Императорской Академии художеств, по окончании получил диплом художника с правом поступления на государственную службу и преподавания в учебных заведениях.
В Первую мировую войну работал чертёжником, затем управляющим на авиационном заводе. В Февральскую революцию был комиссаром Коломяжного района Петрограда. Принимал участие в Октябрьской революции, в 1919 году вступил в коммунистическую партию, записался добровольцем в Красную армию. В 1919—1921 годах участвовал в Гражданской войне.
С 1921 года жил в Москве, работал в отделе изобразительного искусства Народного комиссариата просвещения на руководящих должностях: заведующий секцией изобразительных искусств Московского отдела народного образования и Комиссией по контролю за вывозом за границу предметов искусства и старины. В 1922 году стал одним из учредителей Ассоциации художников революционной России (АХРР), преподавал на Центральных художественных курсах Ассоциации.
В 1920-х годах был директором театров К. С. Станиславского и В. И. Немировича-Данченко, одним из инициаторов создания музыкального театра Станиславского и Немировича-Данченко; в 1927—1932 годах работал заместителем директора Государственной Третьяковской галереи. В 1932 году вступил в Московский Союз художников. С 1933 года возглавлял выставочное управление «Всекохудожника», входил в состав жюри конкурса на строительство Дворца Советов. Ездил в творческие командировки по стране (строительство Березниковского химкомбината, Ивановской ГРЭС, магистрали «Москва — Донбасс» и др.). Выполнял скульптурные работы, связанные с оформлением московских улиц и городских объектов.
Во время Великой Отечественной войны находился в эвакуации в Киргизской ССР, занимал должность начальника отдела искусств Иссык-Кульской области.
После войны занимался педагогической работой, преподавал и занимал должность декана живописного факультета в Московском государственном художественном институте имени В. И. Сурикова.
В 1949 году переехал в Эстонию, жил и работал в Тарту. В 1949—1959 годах был директором Государственного художественного института Эстонской ССР, преподавал теорию перспективы, выступал с докладами на научных конференциях. В 1951 году получил статус профессора. Удостоен звания заслуженного деятеля искусств Эстонской ССР, награждён двумя орденами Трудового Красного знамени и медалями.
Умер в Тарту в 1961 году. Прах захоронен на московском Ваганьковском кладбище (29 уч.).

## Творчество

### Скульптура и монументально-декоративная живопись
Около мостков для гостей Коминтерна высится белый монолит двухсаженной вышины с изображением рабочего у наковальни. С шапкой в руке, которой он приветствует приближающуюся демонстрацию. Это работа скульптора Лехта, блестяще проведённая при исключительно неблагоприятных условиях, в морозное время, когда для того, чтобы производить лепку статуи, приходилось работать под брезентом, отепляя окружающую атмосферу и отогревая на огне замерзшую воду…

Дипломной работой Ф. Лехта, выполненной в 1914 году в Высшем художественном училище живописи при Императорской академии художеств, стала скульптура «Похищение сабинянки». В советский период темы его скульптурных работ были связаны с революционными сюжетами и деятелями. В 1920-х годах художник принимал участие в реализации ленинского плана монументальной пропаганды на улицах Москвы. В 1922 году им была выполнена масштабная статуя рабочего, установленная на Красной площади к пятой годовщине Октябрьской революции и находившаяся там до 1924 года (была демонтирована при возведении на площади мавзолея Ленина). 

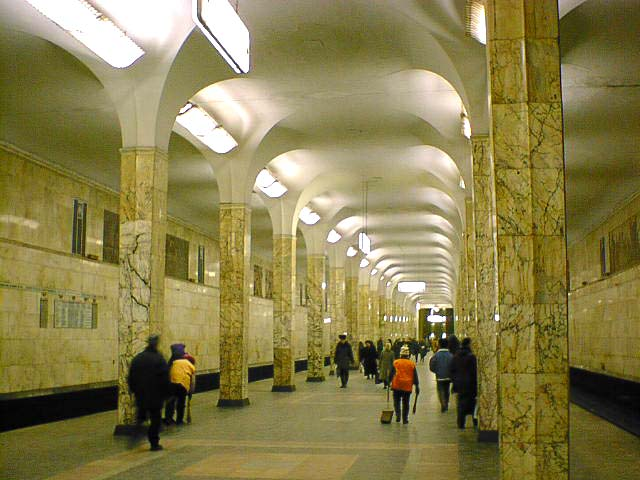
Зал станции «Автозаводская». Москва. Начало XXI века

В 1926 году работа Лехта победила в конкурсе проектов надгробного памятника Н. Э. Бауману, памятник установлен на Ваганьковском кладбище. В 1932 году по проекту скульптора выполнены фонтаны на Московском ипподроме.
В конце 1930-х годов Лехт выполнил скульптурное оформление портала над сценой Концертного зала имени П. И. Чайковского, три панно и роспись плафона для павильона Московской области на Всесоюзной сельскохозяйственной выставке (совместно с В. Ф. Бордиченко и Б. В. Покровским), панно для Северного речного вокзала и др.

Памятник на могиле Н. Э. Баумана

В начале 1940-х годов выполнил эскизы мозаичных панно для станции «Завод имени Сталина» (совместно с В. Ф. Бордиченко и Б. В. Покровским) и скульптуры для станции «Измайловская» московского метрополитена.

### Станковая живопись и графика
Основная часть живописных и графических работ Лехта посвящена индустриальным объектам и пейзажам и отражает историю строительства эпохи первых советских пятилеток. Лехт был в числе первых художников, в начале 1930-х годов по заданию Главискусства отправившихся в творческие командировки на строительство индустриальных объектов. Первой его командировкой, которую исследователи называют «самой плодотворной», была стройка Березниковского химического комбината, которую художник посетил в 1930-м, 1931-м и 1932 годах. В Березниках Лехт создал более 100 сложившихся в серию живописных полотен, этюдов и рисунков, запечатлевших разные этапы строительства комбината, промышленные сооружения, портреты строителей и пр.
Большая часть работ серии — графические листы, по оценкам искусствоведов, характеризующиеся «чёткими, динамичными, стремительными линиями», которым соответствует и стилистика подписей: каждый лист датирован, названия работ — «прямые и ёмкие, как и линии рисунка» (напр., «Внутренний вид газогенератора. Площадка управления. Монтаж закончен»). Исследователи отмечают преобладание в художественном языке Лехта «линейно-графического, рационального начала», репортажный характер его работ, подробность и проработанность рисунка, увлечённость художника темой индустриального пейзажа, не формальный, эмоциональный подход к работе.

Выразительность индустриальной архитектуры, своеобразная красота промышленных форм заворожили автора и даже преобладающее линейно-графическое, рациональное начало в художественном языке не помешало Лехту наполнить произведения лирикой, эмоциональным переживанием.
Основным полотном, выполненным в масляной технике, исследователи называют «Вид на действующую часть Березниковского химкомбината».

Синие, свинцовые и коричнево-рыжие плавные мазки художника рождают реалистичные образы и в то же время в них чувствуются отзвуки импрессионизма. Тот же почерк представлен в акварели «Глиссер у устья реки Вишеры», «Содовый завод»…
Восемь работ серии были использованы для иллюстрирования статьи о Березниковском химическом комбинате в «Уральской советской энциклопедии» (1933).
В середине 1950-х годов Лехт вновь обратился к теме первой творческой командировки, посетив Березники в связи с 75-летием содового завода и создав серию акварельных работ «Индустриальные Березники» (1956—1958), выполненную в стилистически близкой к ранним работам манере.

Как и работы 30-х годов, они наполнены неутомимым созиданием, но в отличие от ранних предельно динамичных и в какой-то степени конструкторских, поздние акварели несут в себе мягкий свет мирного счастливого времени.
Помимо Березниковского комбината, Лехтом запечатлены строительство Ивановской ГРЭС, магистрали Москва — Донбасс и других индустриальных объектов.

## Выставки
С 1909 года Лехт участвовал в художественных выставках. В 1917 году его работы выставлялись на выставке Общины художников, в 1918 — на Весенних выставках в Академии художеств, в 1919 — на первой государственной свободной выставке произведений искусств в Петрограде. В 1929 году участвовал в первой передвижной выставке живописи и графики, в 1930 — в экспозициях произведений революционной и советской тематики и выставке «Социалистическое строительство в изобразительном искусстве», в 1931 — в «отчётных» выставках по результатам творческих командировок художников в районы индустриальных и колхозных строек СССР.
В 1930-х годах принимал участие в советских юбилейных выставках — «XV лет РККА» (Москва, 1933), «Художники РСФСР за XV лет» (Ленинград—Москва, 1932—1934). В 1929 году работы Лехта были представлены на художественно-кустарной выставке СССР в Нью-Йорке, в 1932 — на выставке советского искусства в Кёнигсберге.
В 1931 и 1935 годах персональные выставки Лехта (совместно с Б. Ф. Рыбченковым) прошли в Москве, в 1950-х годах — в Эстонии.

## Наследие
Работы Ф. К. Лехта находятся в Государственной Третьяковской галерее, Государственном центральном музее современной истории России, Центральном музее вооружённых сил, историко-художественных музеях Перми, Екатеринбурга, Березников, Серпухова, Кыргызстана, Эстонии и др.